# طوطی پورتوریکویی
طوطی پورتوریکویی یا کانور پورتوریکویی (نام علمی: Aratinga chloroptera maugei) نام یک زیرگونه منقرض‌شده از سرده دم‌قیفی‌ها است.